# Texananus validus
Texananus validus är en insektsart som beskrevs av Crowder 1952. Texananus validus ingår i släktet Texananus och familjen dvärgstritar. Inga underarter finns listade i Catalogue of Life.